# 封津
封津（477年—538年），字醜漢，渤海郡蓨县（今河北景县东）人，中国南北朝北魏、東魏宦官，封令德之子。
祖父封羽，魏太武帝时曾任薄骨律镇副将，因贪污赐死。父亲封令德，娶常宝之女，常宝被诛，封令德以连坐伏法，封津也受宫刑为宦官，为宫廷供役。善察言观色，人称机敏。历任諸官，官至中謁者僕射，转任奉車都尉。515年（延昌四年），冀州大乘之乱爆发，因为封津久不居故乡，受魏孝明帝之命慰劳大軍。後转任常山郡太守。525年（孝昌元年），担任中侍中，加号征虜将軍。担任崇訓太僕，兼宮室都将、冀州大中正。受位金紫光禄大夫。526年（孝昌二年），封東光县開国子，受号鎮南将軍，慰劳关右諸軍。後出任散騎常侍、征東将軍、济州刺史。528年（永安元年），出任中侍中、衛将軍。转任大長秋、左光禄大夫。532年（太昌元年），受位驃騎大将軍、儀同三司。
东魏建立，534年（天平元年）担任開府儀同三司、怀州刺史。538年（元象元年），转任中侍中、大長秋卿。同年夏天去世。享年六十二岁。追贈都督冀瀛幽安四州諸軍事、驃騎大将軍、司徒公、冀州刺史。谥孝惠。
封津以兄子封長業为養子，嗣爵，北齐建国，按例降格爵位。封津兄封凭，字元寄，封津城卫县开国子，541年（兴和三年）夏卒，年六十七岁。封凭子封灵素。封津从兄封答，光禄大夫。封答子封宗显，司徒掾。

## 延伸阅读
[在维基数据编辑]
 《魏書·卷94》，出自魏收《魏书》
 《北史·卷092》，出自李延壽《北史》